# 1994年マラウイ総選挙
1994年マラウイ総選挙は、1994年5月17日に行われた、マラウイ建国以来初の複数政党制を導入した選挙である。

## 概要

### 選挙までの経緯
マラウイでは、イギリス領ニヤサランドから独立した時点の1960年代半ばからヘイスティングズ・カムズ・バンダ率いるマラウイ会議党による一党制体制が維持されていた。しかし、1990年代に入り国内外からの圧力が高まってきたことを受けて、1993年に多党制を導入するか、一党制を維持するかの国民投票が行われ、投票の結果として翌年の選挙から多党制を導入することが確定した。そのため、1994年の選挙はマラウイで初めての多党制選挙となった。
この選挙では、現職大統領であるバンダ率いるマラウイ会議党のほか、元マラウイ会議党幹事長であったバキリ・ムルジ率いる統一民主戦線と、労働組合主義者のチャクフワ・チハナ率いる民主同盟、3党が議席を争うとともに、各党の代表3人とマラウイ民主党のカムペロ・カルアの計四人が大統領選に出馬した。

### 選挙結果

#### 大統領選挙の結果
| 候補者                                                      | 所属政党             | 得票数    | 得票率 |
| ----------------------------------------------------------- | -------------------- | --------- | ------ |
| バキリ・ムルジ                                              | 統一民主戦線         | 1,404,754 | 47.15  |
| ヘイスティングズ・カムズ・バンダ                            | マラウイ会議党       | 996,353   | 33.44  |
| チャクフワ・チハナ                                          | 民主同盟             | 562,862   | 18.89  |
| カムペロ・カルア                                            | マラウイ民主党       | 15,624    | 0.52   |
| 合計 (投票率 80.6 %)                                        | 合計 (投票率 80.6 %) | 3,041,373 | 100.0  |
| 有権者数                                                    | 有権者数             | 3,775,256 |        |
| 出典: AFRICAN ELECTIONS DATABASE 1994 Presidential Election |                      |           |        |

#### 国民議会総選挙の結果
| 政党名                                                           | 得票数 | 得票率 | 議席数 |
| ---------------------------------------------------------------- | ------ | ------ | ------ |
| 統一民主戦線                                                     |        |        | 84     |
| マラウイ会議党                                                   |        |        | 55     |
| 民主同盟                                                         |        |        | 36     |
| 合計 (投票率：80.0%)                                             |        |        | 175    |
| * 全体で177議席のうち、二議席は選挙人が失格となり欠員となった    |        |        |        |
| 出典: AFRICAN ELECTIONS DATABASE 1994 National Assembly Election |        |        |        |

選挙の結果、47.15%の得票を得たバキリ・ムルジが大統領に当選し、30年にわたるバンダの独裁は終わりを迎えた。また、統一民主戦線も過半数には届かなかったものの84議席を押さえて第一党となった。

### 選挙後
この選挙は後に「カメレオン民主主義（a democracy of chameleons)」と呼ばれる、マラウイの民主化過程に特有な現象が見られた選挙であった。カメレオン民主主義とは、所属政党や信条、過去の対立よりも、如何に権力に近づき、権力を得るかを目的として、各々の議員が自在に政党や主張を替え、迎合と離反を繰り返すことから命名された。
具体的には、バキリ・ムルジ率いる統一民主戦線は、第一党にこそなったものの議席の過半数を獲得できなかったことから、民主同盟との連立が選挙直後に検討されたが、合意には至らなかった。その後、民主同盟はマラウイ会議党と野党同士で連立することで過半数を獲得できるとの目論見から、選挙前には犬猿の仲であった同党との連立を画策するがこれも決裂。最終的に、統一民主戦線と民主同盟が連立を行い、いくつかの閣僚のポストが民主同盟へと割り振られた。さらに、その後の1996年に両党は方針の違いにより連立が崩壊したが、大臣および副大臣のポストを得た民主同盟の議員は、民主同盟を離党して閣内に留まっている。また、統一民主戦線所属のジャスティン・マレウェジは、1991年までマラウイ会議党の要職を務めていたが、バンダにその席を追われると民主同盟の設立に関わり政治活動を行ったのち、1993年に統一民主戦線へ加わり、最終的に副大統領ポストを獲得した。なお、このようなカメレオン民主主義は、その後の1999年や2004年の選挙などでもしばしば見られている。
またムルジ政権になりマラウイが民主化して以降、バンダの独裁時代のような暗殺や亡命は鳴りを潜めた一方で、中央集権時代と異なり汚職や賄賂も"民主化"したことで、政治腐敗が進んだとの指摘があるほか、政治運営にも一貫性がなくなったとの指摘もある。
なお、この次の選挙は五年後の1999年に行われた。